# نواف الشنيشني
نواف الشنيشني (مواليد 3 يناير 1996) هو لاعب كرة قدم سعودي يلعب في نادي النعيرية.
مثل نادي النصر في الفئات السنية وإستدعي للفريق الأول في مباراة النصر والهلال الأخيرة في موسم 2017 نظراً للنقص الحاد في الفريق الأول ووقع مع نادي الأنصار مطلع عام 2019.

## وصلات خارجية
- نواف الشنيشني على موقع Soccerway.com (الإنجليزية)